# Тарасов, Иван Васильевич (Герой Социалистического Труда)
Иван Васильевич Тарасов (12 августа 1914 — 28 октября 1977) — передовик советской металлургии, старший вальцовщик прокатного цеха Салдинского металлургического завода Свердловского совнархоза, Герой Социалистического Труда (1958).

## Биография
Родился в 1914 году в посёлке Нижняя Салда Верхотурского уезда Пермской губернии в русской семье рабочего. Завершил обучение в школе фабрично-заводского ученичества и в январе 1934 года был трудоустроен вальцовщиком в прокатном цехе №1 Нижнесалдинского металлургического завода.
В 1952 году окончил курсы мастеров и сразу же получил назначение старшим вальцовщиком смены №2. В годы Великой Отечественной войны, смене, в которой трудился Тарасов, было присвоено почетное звание комсомольско-молодежной. Опыт работы металлургов был распространен на другие смены цеха. Одной из первых на заводе бригаде стана, которой управлял Иван Тарасов, было присвоено звание бригады Коммунистического труда.
За выдающиеся успехи, достигнутые в деле развития чёрной металлургии, указом Президиума Верховного Совета СССР от 19 июля 1958 года Ивану Васильевичу Тарасову было присвоено звание Героя Социалистического Труда с вручением ордена Ленина и золотой медали «Серп и Молот».
Продолжал трудовую деятельность до выхода на пенсию. Дважды избирался депутатом Свердловского областного Совета. В декабре 1966 года вышел на заслуженный отдых. С 1970 года являлся персональным пенсионером союзного значения.
Проживал в городе Нижняя Салда Свердловской области. Умер 28 октября 1977 года.

## Награды
За трудовые успехи удостоен:
- золотая звезда «Серп и Молот» (19.07.1958),
- орден Ленина (19.07.1958),
- Орден Трудового Красного Знамени (14.11.1951),
- Орден Знак Почёта (31.03.1945),
- Медаль «За трудовую доблесть» (24.01.1950),
- Медаль «За доблестный труд в Великой Отечественной войне 1941—1945 гг.» (06.06.1945),
- Почётный металлург,
- другие медали.